# Västra hamnen
Västra hamnen är en konstgjord ö, delområde och bostads-, industri- och utbildningsområde i Malmö.

## Historik
Hela området består av utfyllnader i havet norr om den ursprungliga strandlinjen. Arbetet började på 1770-talet vid nuvarande Inre hamnen och utvidgades successivt åt väster och norr. På 1870-talet utökade Kockums sin verksamhet med fartygstillverkning och flyttade till området. Under första halvan av 1900-talet fanns oljehamnen i området, men flyttade till de östra delarna av hamnen kring 1945 för att ge plats åt varvet. 
Från 1970-talet minskade Kockums verksamhet och den stora produktionshallen byggdes om till Saab-fabrik i mitten av 1980-talet. Fabriken blev dock kortlivad och snart flyttade Malmömässan in i hallen. År 2001 hölls Bomässan Bo01 i Västra Hamnen, vilket innebar startskottet för den nya stadsdelen. Många olika arkitekter var med och skapade en mångfald i arkitekturen som man sällan ser i nybyggda kvarter. En liten hamn för fritidsbåtar byggdes också.
Det som framförallt gjort att malmöborna dragit sig hit har varit att strandpromenaden och utsiktsplattformen snabbt kom att utnyttjas som badplats. Kommunen röjde undan farliga stenar i vattnet med mera. Sommartid vallfärdade malmöborna hit för att bada. De boende längs strandpromenaden uppskattade inte alla badare, så 2005 byggdes Scaniabadet i Scaniaparken i den norra delen av området.
Sedan Bomässan har det varit febril byggaktivitet i Västra Hamnen. Den stora Kockumskranen försvann 2002, men ersattes som landmärke 2005 av Sveriges högsta bostadshus, Turning Torso.
På Universitetsholmen har Malmö universitet (då varande högskola) etablerats, med Lärarhögskolans nya hus, Orkanen vid Hjälmarekajen. På Universitetsholmen finns även Procivitas privata gymnasium. Kring Citytunnelns station finns högskolans huvudbyggnad, som förr var hamnkontor, samt Sjömanskyrkan och det gamla lotskontoret på Bagers plats.
Universitetsholmens gymnasium ligger faktiskt strax väster om Universitetsholmen.
Mediegymnasiet låg i närheten av den nya småbåtshamnen, i det som förr var Kockums stora torrdocka. I området närmast Ribersborgsstranden ligger Kockum Fritid, en inomhusanläggning med ishall, bad och träningslokaler. Strax intill finns Skeppets förskola.

## Galleri

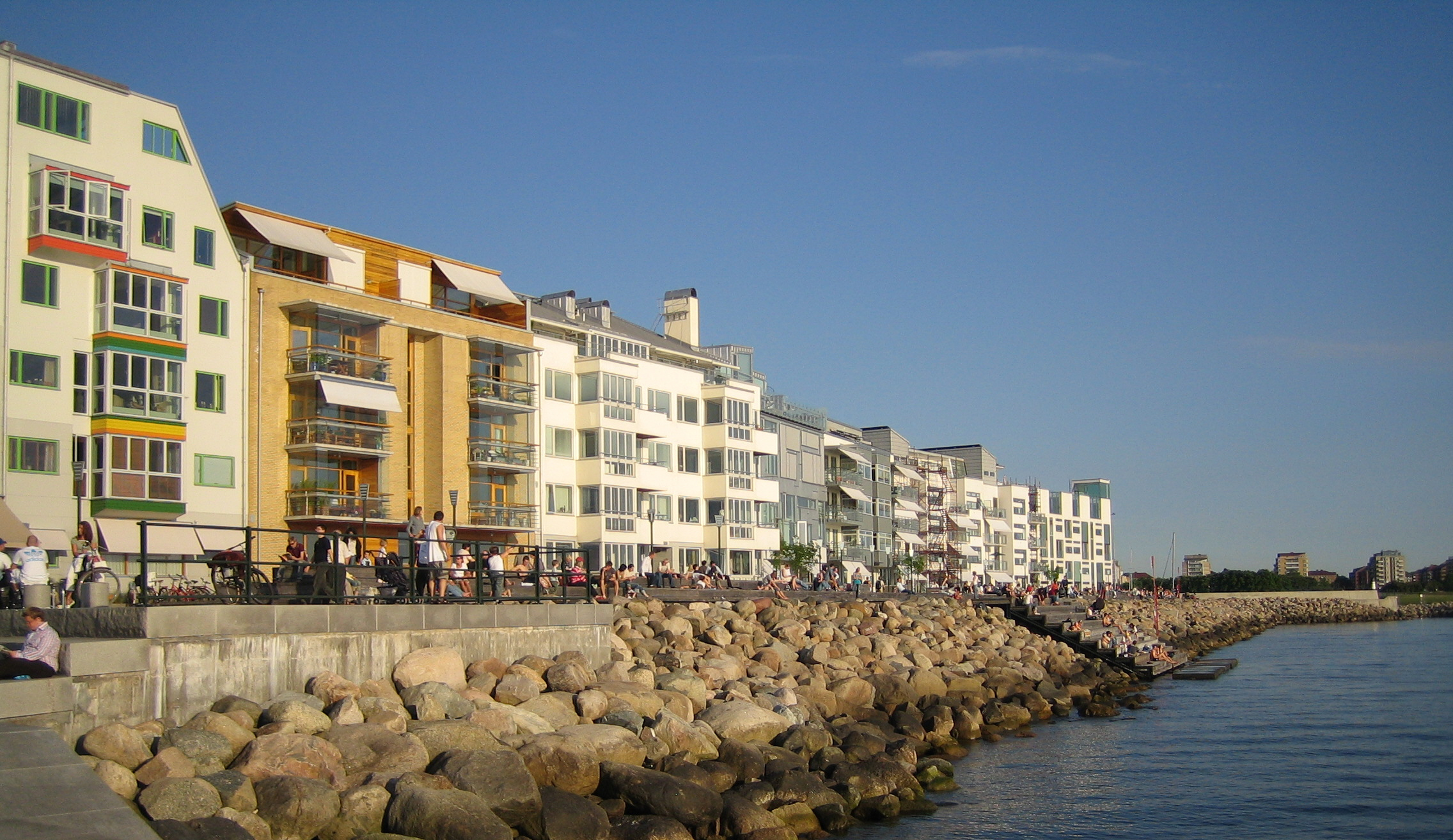
Strandpromenaden i Västra hamnen, maj 2005.
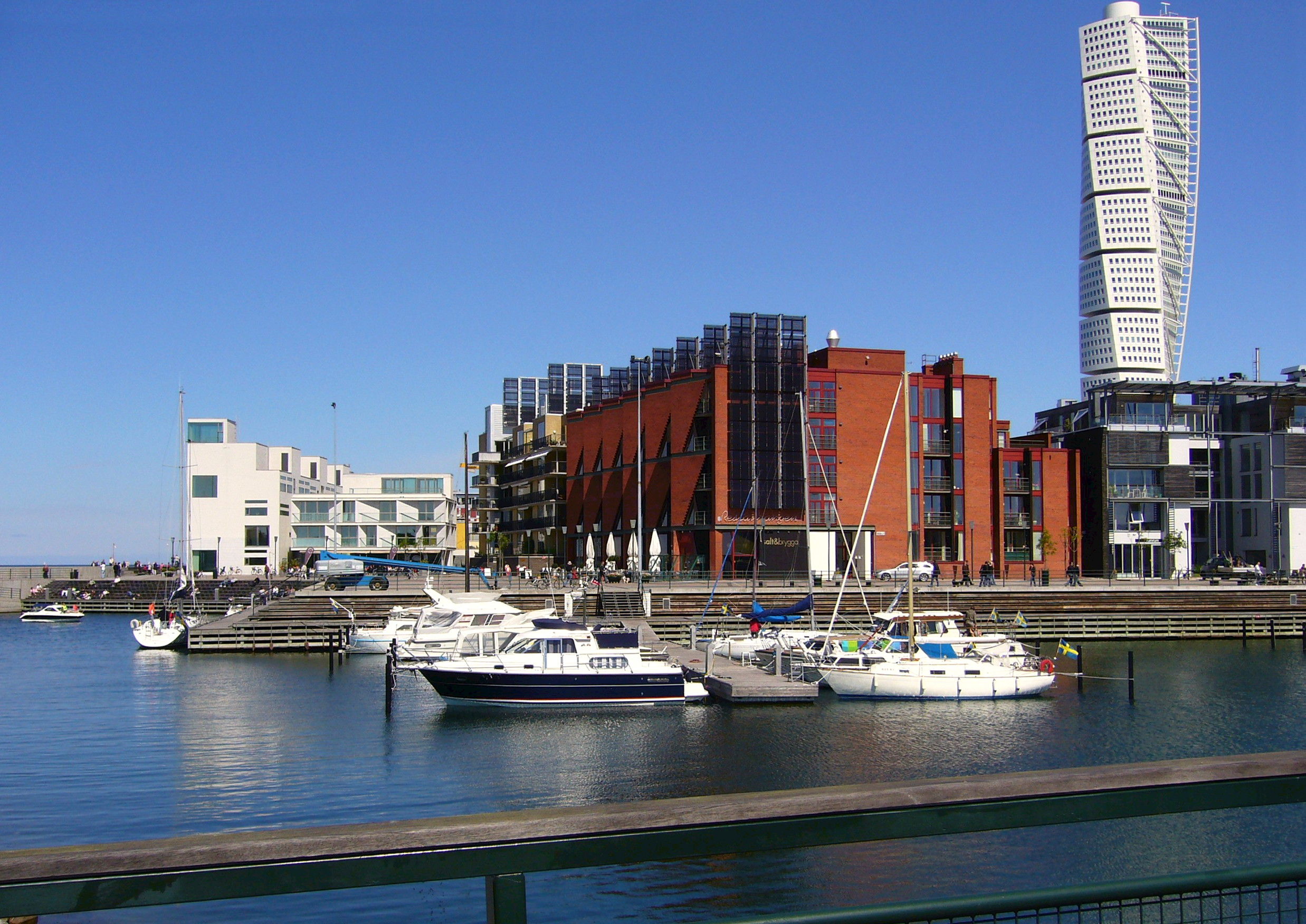
Småbåtshamnen i Västra hamnen, maj 2006.
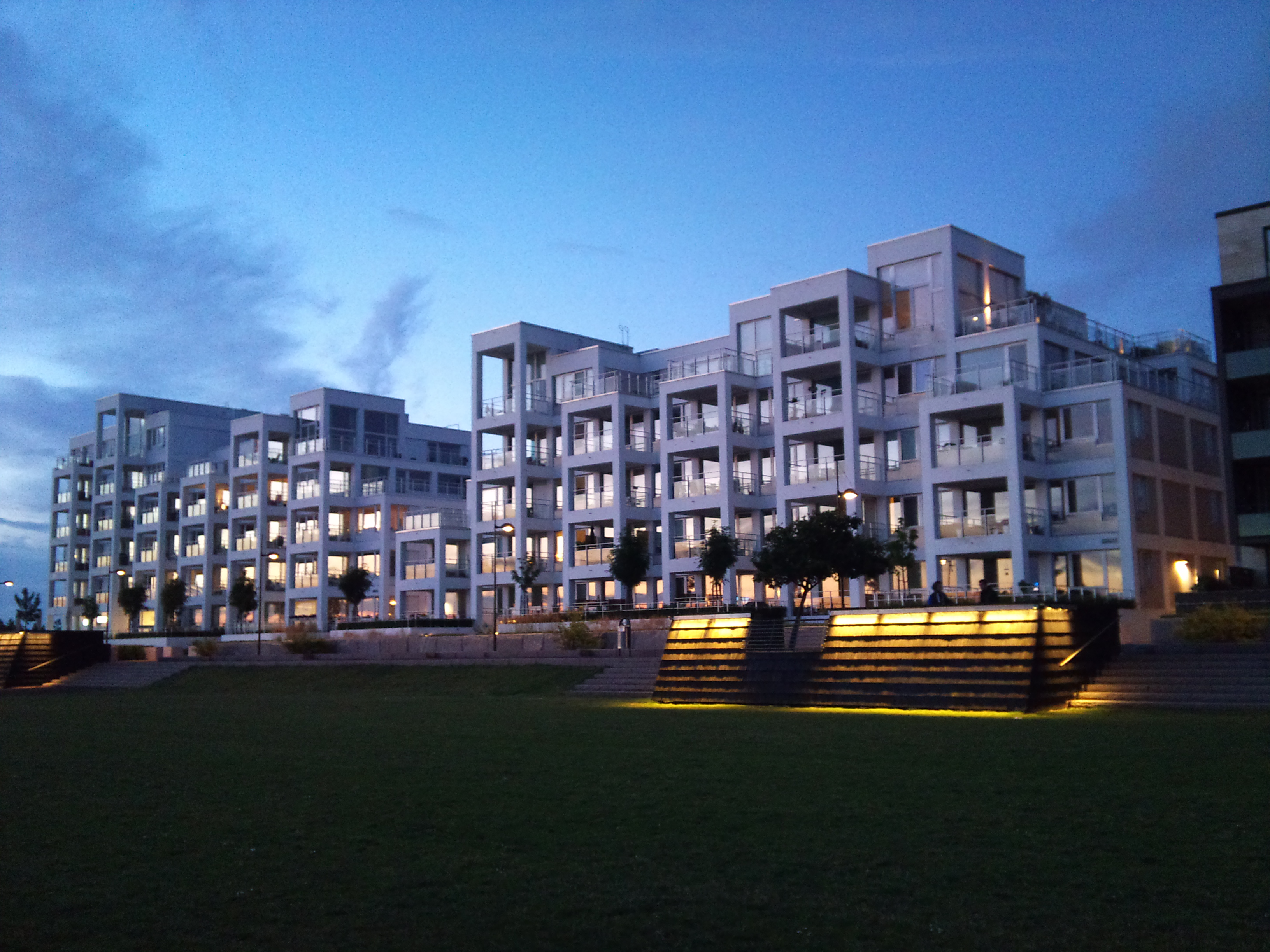
Byggnaden Ankarspelet sedd på kvällen juli 2012. Vid det vänstra hörnet finns en restaurang.
Ett ytterligare kuststråk och Scaniaparken, oktober 2011.
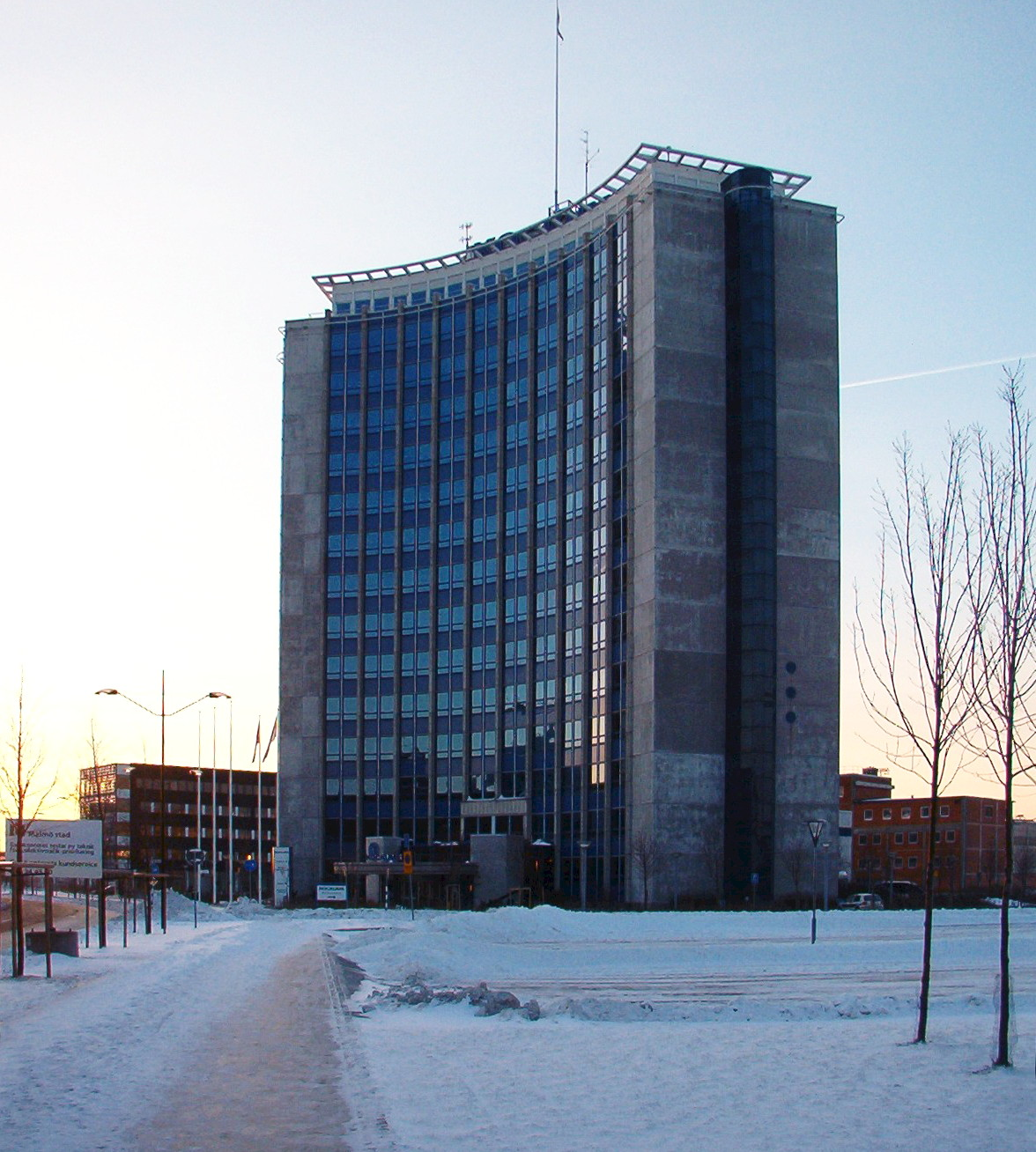
Kontorshuset Gängtappen, januari 2006.
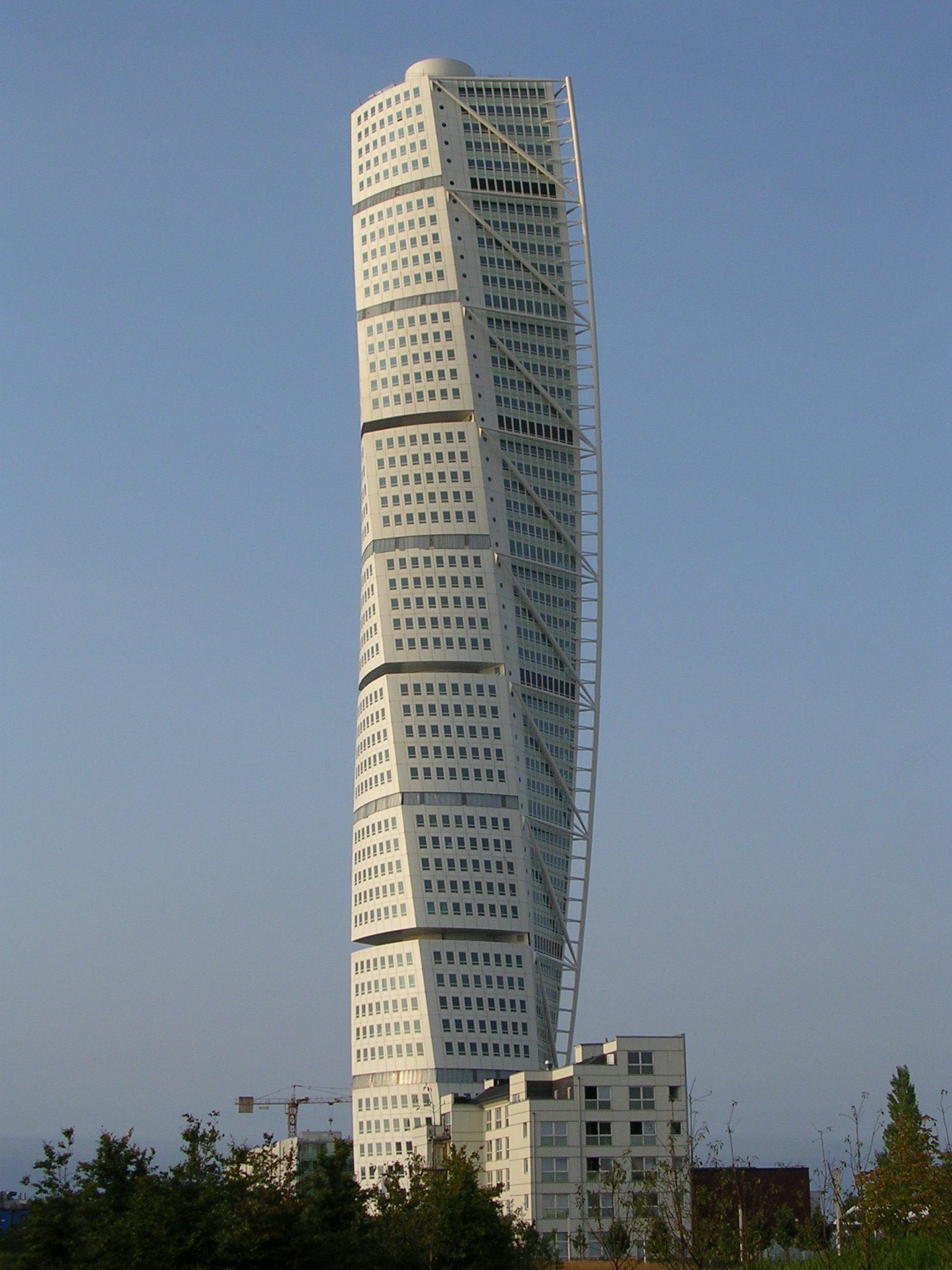
Skyskrapan Turning Torso, Sveriges näst högsta byggnad, invigd i augusti 2005, sedd här i efterkommande månad.
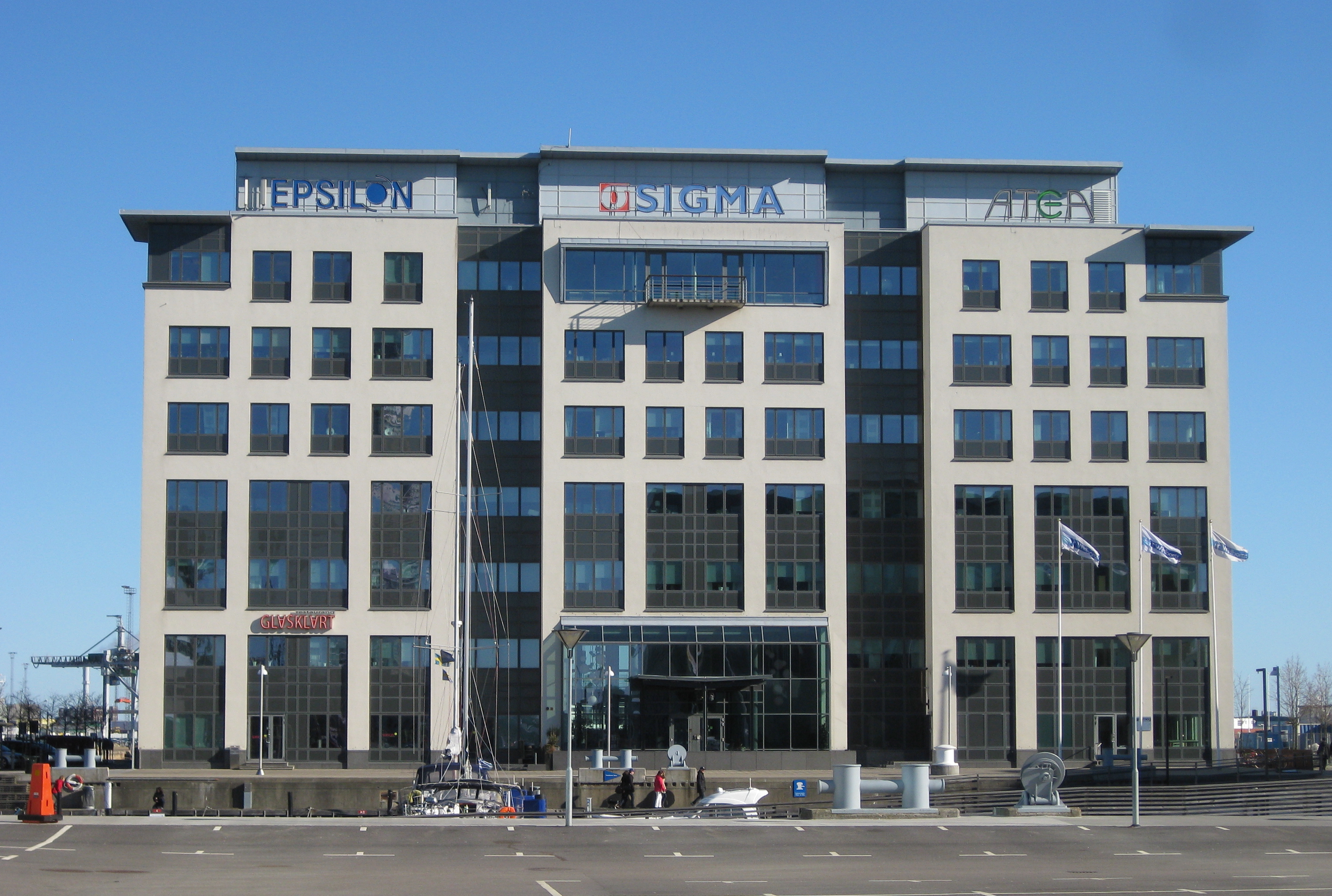
Kontorshuset Sigmahuset, februari 2012.
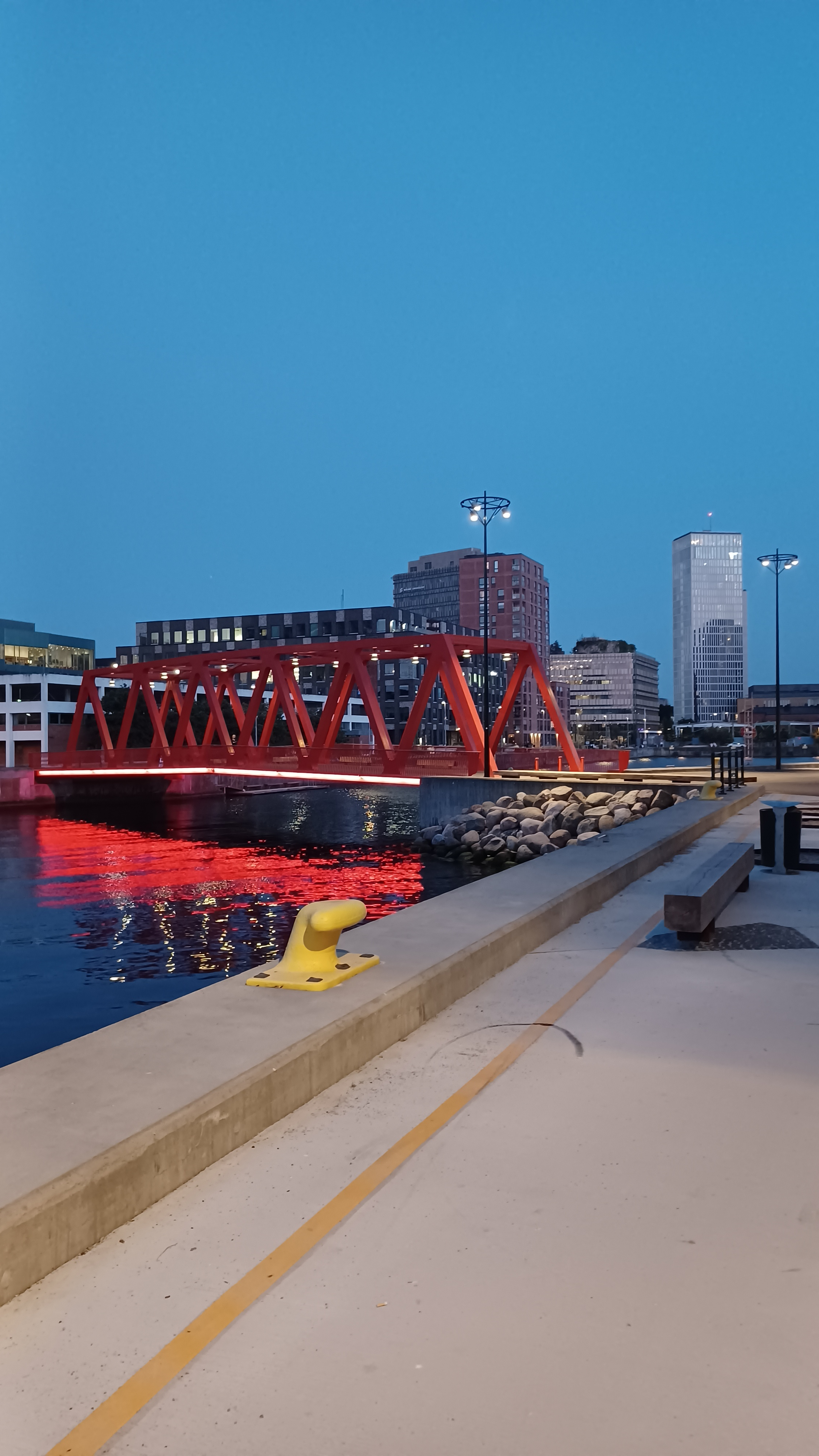
Beijers bro belyst på kvällen, som sträcker sig mellan Beijerskajen och Ångfärjekajen i Varvsstaden. Från höger syns byggnader som Malmö Live och en del av Niagara. Augusti 2025.
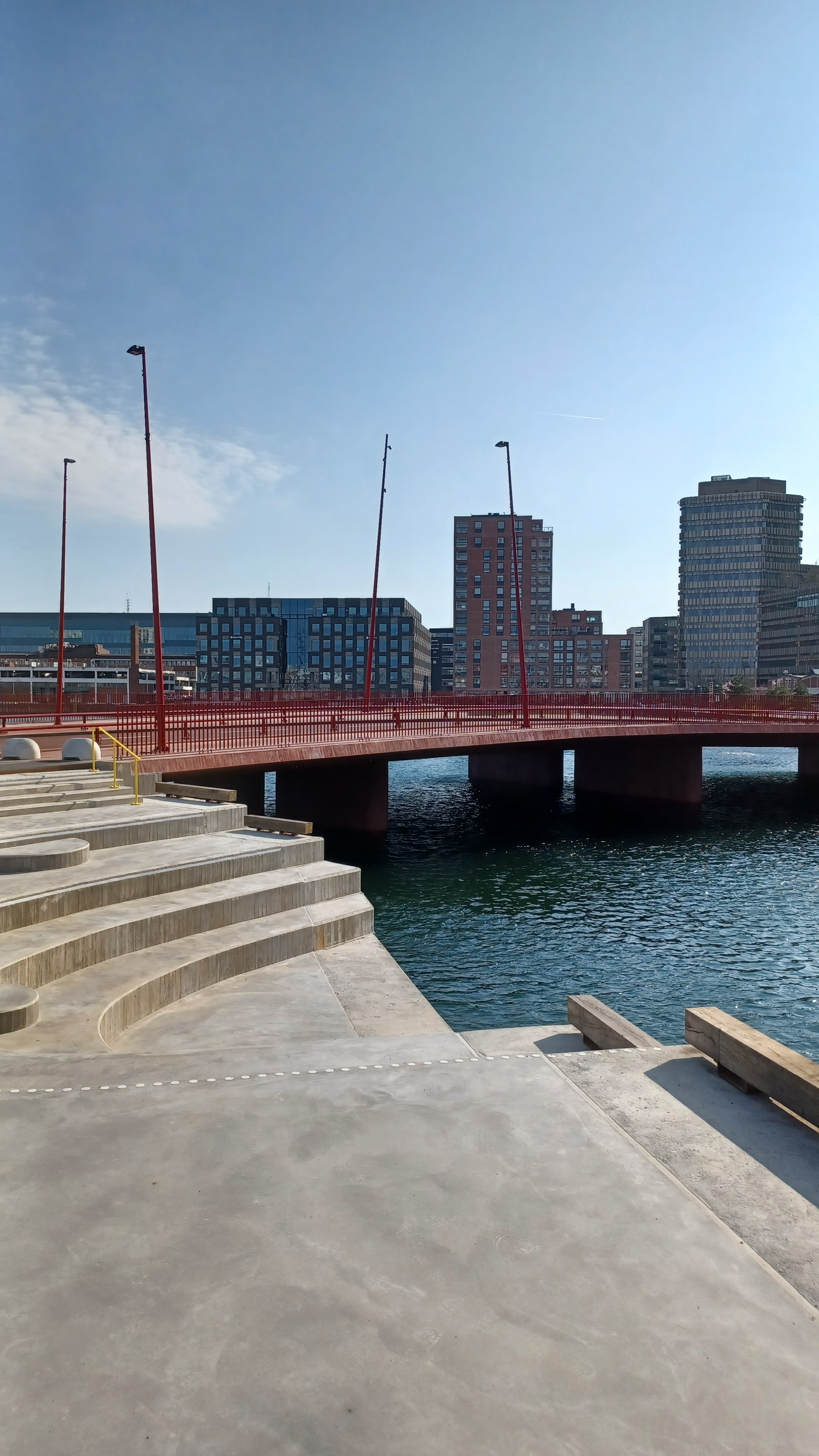
Styrmansbron och sittplatser vid Bassängkajen i Varvsstaden. Byggnader som Orkanen och Niagara skymtas i bakgrunden. April 2025.
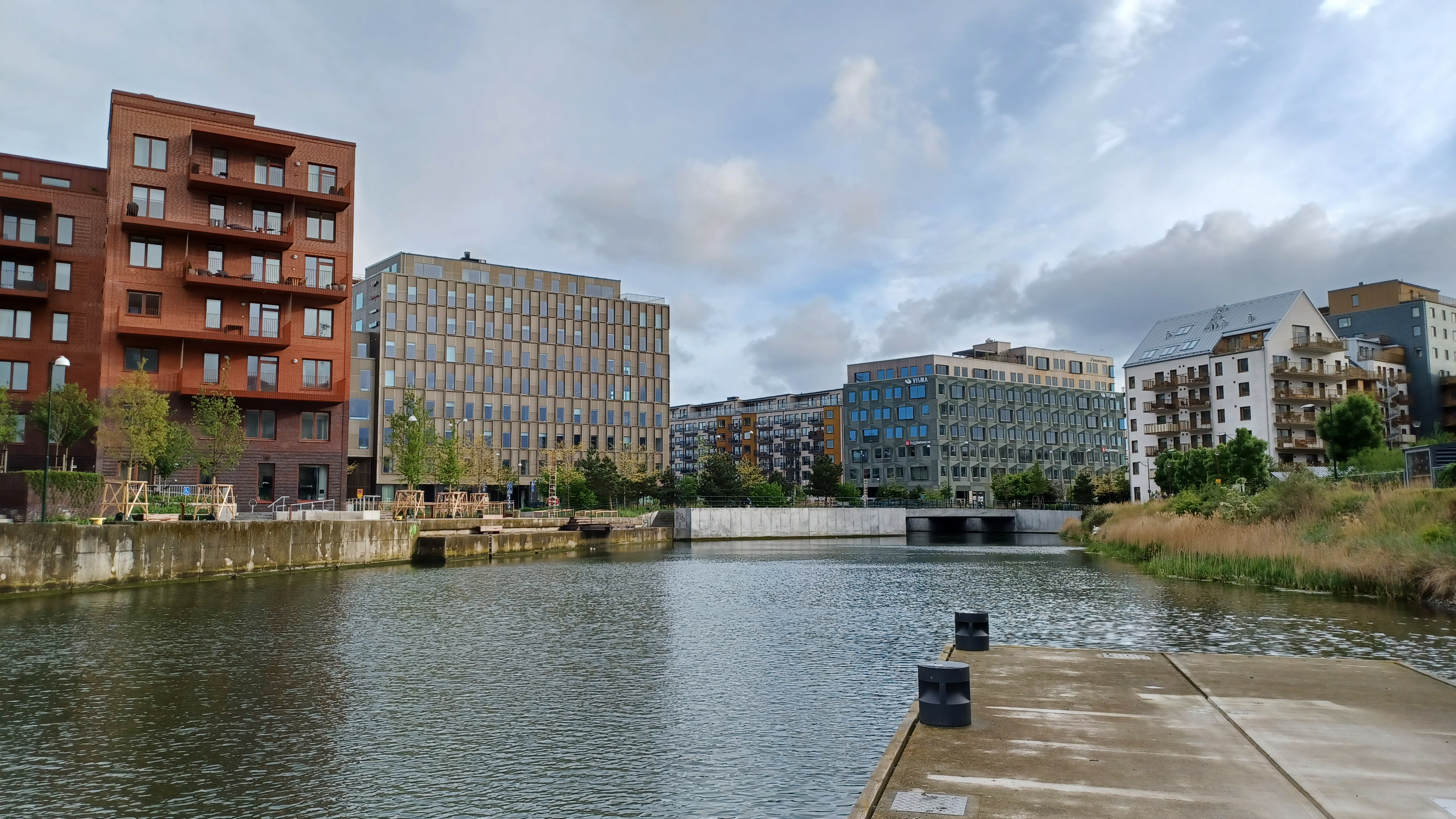
Bassängkajen i Varvsstaden med Neptunigatan vid bron, maj 2025.
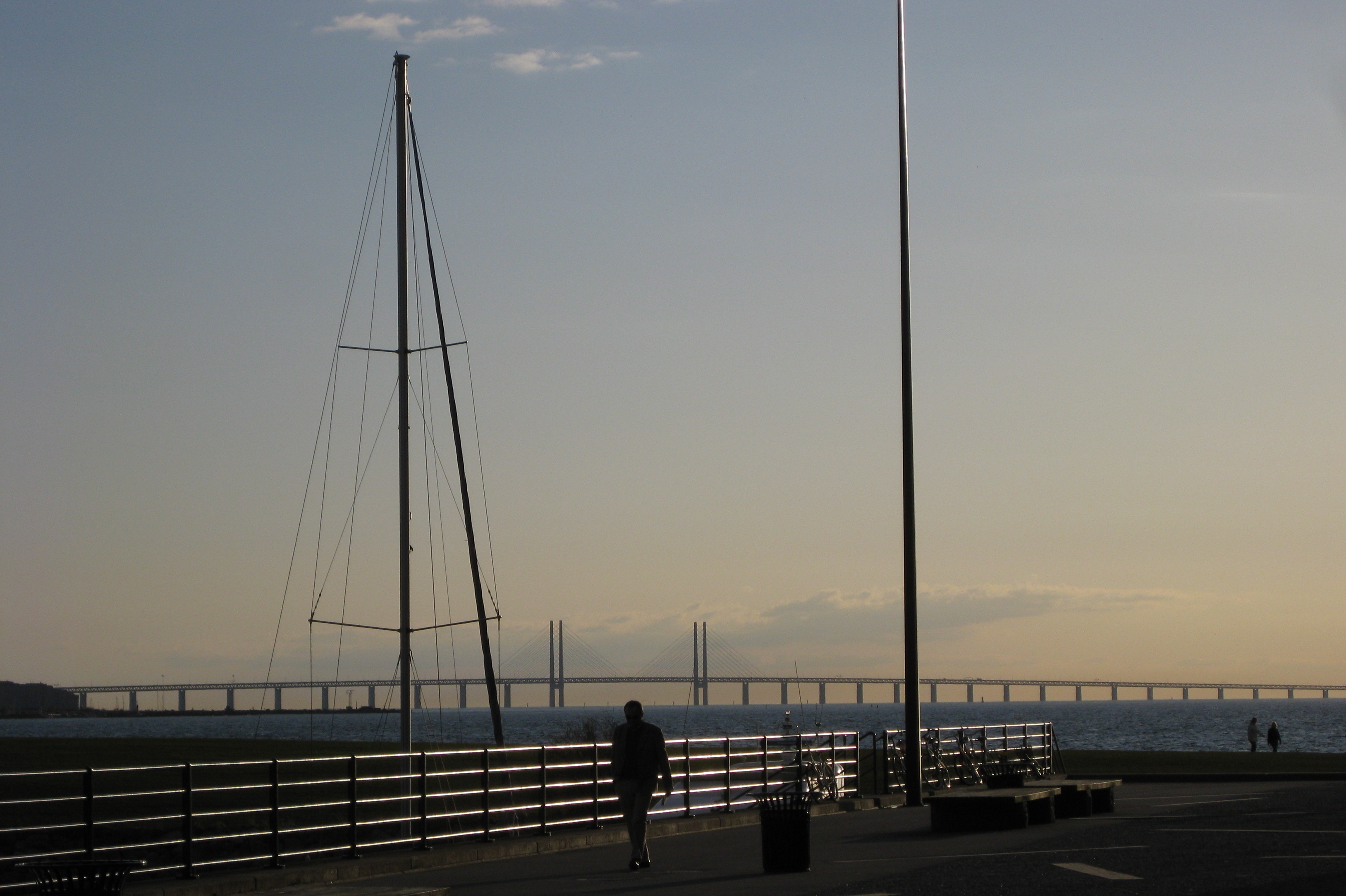
Öresundsbron är synlig från Västra hamnen. April 2010.
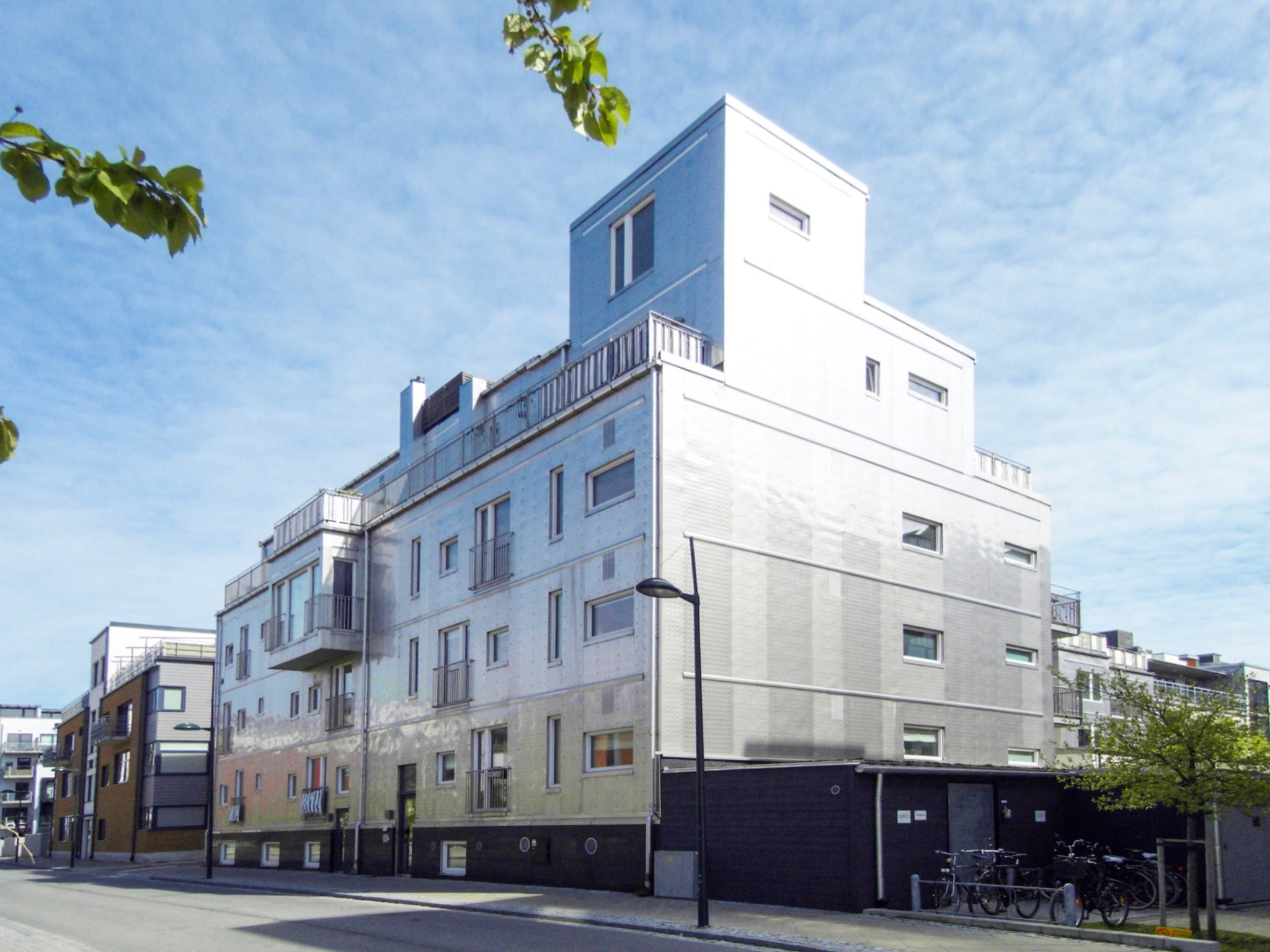
En metallbyggnad, maj 2014.
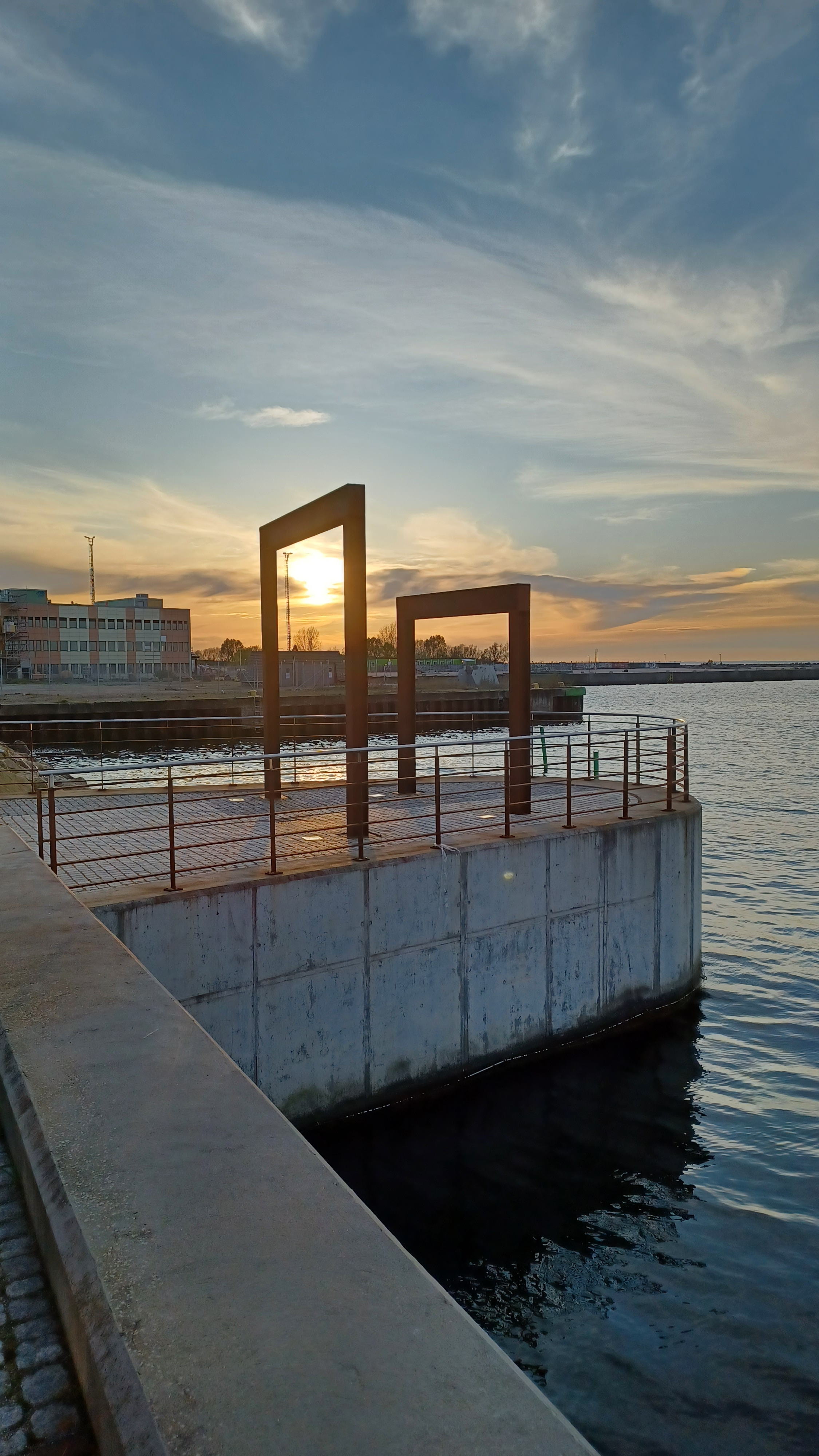
Offentlig konst vid en kaj i närheten av Dockgatan, april 2025.